# Erik Eckerdal

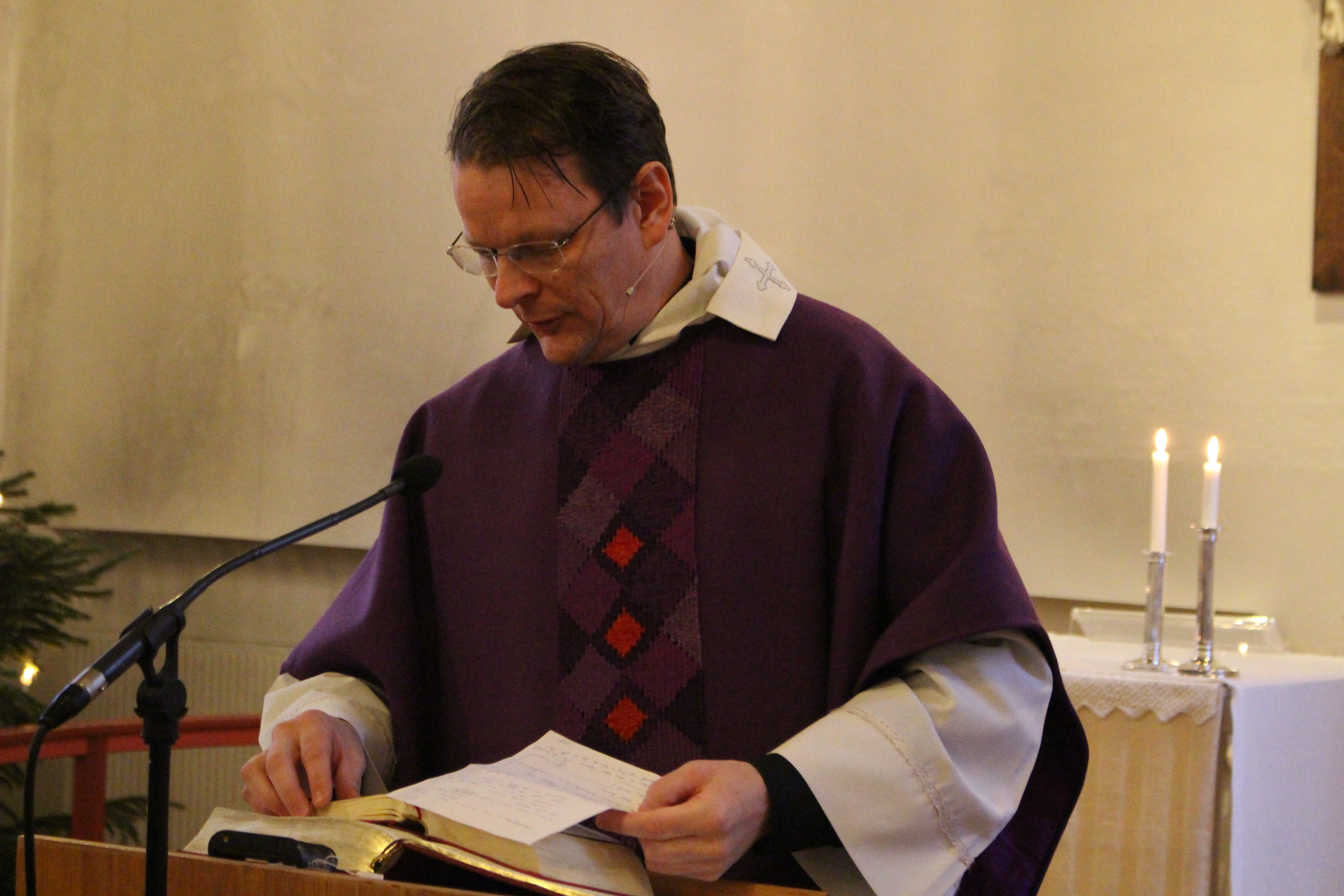
Eckerdal celebrerar mässa, 2022.

Erik Johan Hugo Eckerdal, född 19 september 1972, är en svensk präst och sedan 15 januari 2023 biskop i Visby stift. Han biskopsvigdes den 15 januari 2023 i Uppsala domkyrka av ärkebiskop Martin Modéus som Visby stifts 20:e biskop.
Eckerdal var mellan 2018–2023 direktor vid Diakonistiftelsen Samariterhemmet i Uppsala. 

## Biografi

### Tidiga år
Eckerdal föddes 1972 och kommer från en präst- och biskopssläkt. Han är son till tidigare domprosten i Linköping Anders Eckerdal samt brorson till de tidigare biskoparna i Göteborgs stift Lars Eckerdal och Per Eckerdal.
Erik Eckerdal gick gymnasiet på Katedralskolan i Linköping. Därefter studerade han historia, filosofi och teologi vid Linköpings universitet, Uppsala universitet, University of Nottingham, Newmaninstitutet och Pontificio ateneo Sant'Anselmo. År 1999–2000 genomgick han pastoralteologisk utbildning vid Svenska kyrkans pastoralinstitut.

### Prästvigning och prästtjänst
Eckerdal prästvigdes 2000 för Visby stift av biskop Biörn Fjärstedt innan han senare samma år tillträdde en tjänst som pastorsadjunkt vid Terra Nova-kyrkan i Visby. Under denna tid var han distrikts- och samarbetskyrkopräst med Evangeliska Fosterlandsstiftelsen. År 2001 tjänstgjorde han som komminister i Sigtuna församling och 2002 som komminister i Danmark-Funbo församling, innan han 2003 övergick till en komministertjänst i Knivsta pastorat där han var församlingspräst i Alsike församling. Under sin tid i Knivsta var han 2007–2011 etisk/andlig rådgivare vid Nämndemansgården och 2005–2012 projektledare för S:ta Maria Alsike.

### Forskarutbildning och fortsatt karriär
År 2012 fick Eckerdal en doktorandtjänst vid Uppsala universitet och skrev sin avhandling kring Borgåöverenskommelsen. Han disputerade 22 september 2017 och blev teologie doktor i kyrkovetenskap med inriktning mot ekumenik och ecklesiologi. Delar av doktorandtiden, 2013-2015, tillbringade Eckerdal i Rom, där han regelbundet tjänstgjorde i svenska församlingen. Han genomgick även förberedande kyrkoherdeutbildning 2016–2017.
Efter doktorsexamen tillträdde Eckerdal en tjänst som tillförordnad kyrkoherde i Roslagens östra pastorat, innan han 2018 utsågs till direktor vid Diakonistiftelsen Samariterhemmet i Uppsala. Han lämnade uppdraget den 11 januari 2023.

### Förtroendeuppdrag och åsikter
I oktober 2005 ställde sig Eckerdal kritisk till kyrkostyrelsens beslutsförslag till kyrkomötet om att möjliggöra kyrklig välsignelse av registrerade partnerskap. Tillsammans med andra präster i Knivsta pastorat skrev han en debattartikel i Svenska Dagbladet, där de framhöll att "oavsett vad man tycker i sakfrågan är beslutsunderlaget så ofullständigt att den enda möjligheten är att rösta nej". Skribenterna framhöll att förslaget visserligen var en positiv uppgörelse med äldre tiders diskriminering och skuldbeläggning av homosexuella, men påtalade teologiska, civilrättsliga och ekumeniska brister i förslaget och i beredningen av ärendet. Dagen efter publiceringen beslutade kyrkomötet att införa välsignelseakten.
År 2014 valdes Eckerdal till ersättare i riksstyrelsen för Partipolitiskt obundna i Svenska kyrkan och samma år till ersättare i kyrkomötet. År 2018 blev han ledamot av Uppsala stiftsfullmäktige. Under perioden 2018–2021 var han även ersättare i stiftsstyrelsen för Uppsala stift och ersättare i Uppsala stifts egendoms- och förvaltningsutskott. Han valdes till ordförande för Uppsala stadsmission 2018 och 2019 blev han styrelseledamot i Stiftelsen Fjellstedtska skolan.

## Biskop

### Biskopsval hösten 2022
Vid nomineringsvalet till biskop i Visby stift 2022 kom Eckerdal på fjärde plats av nio kandidater med 14,3 % av rösterna. Fem kandidater ställde upp i valet; Eckerdal, Jonas Lindberg, Ulf Lindgren, Jakob Tronêt och Carin Åblad Lundström. Vid den första valomgången 19 september 2022 gick två kandidater vidare till den andra valomgången; Eckerdal med 48,3 % av rösterna och Tronêt med 22,5 %. Vid den andra och slutliga valomgången 10 oktober fick Eckerdal 76% av rösterna, och var därmed vald till biskop av Visby.
Parallellt med biskopsvalet i Visby deltog Eckerdal även i biskopsvalet i Linköpings stift. I nomineringsvalet den 19 september 2022 fick han dock inte tillräckligt många röster för att kvalificera sig för att delta i valomgång 1.

### Biskop i Visby stift
Erik Eckerdal biskopsvigdes i Uppsala domkyrka den 15 januari 2023 av ärkebiskop Martin Modéus samtidigt som Marika Markovits vigdes till biskop för Linköpings stift. Eckerdal efterträdde Thomas Petersson som biskop i Visby. Hans valspråk "Duc in altum" (på svenska: "Lägg ut på djupet") är hämtat från Lukasevangeliet. 
Den 21 januari 2023 installerades Eckerdal som Visby stifts biskop i Visby domkyrka.
2023 skrev Eckerdal ett personligt herdabrev till alla Gotlands invånare, i vilket han förmedlade sina tankar angående kyrkan och kyrkans betydelse i samhället. Herdabrevet har namnet Brev till de 100 kyrkornas ö. 2024 var Eckerdal drivande i att Visby stift förvärvade Gotlands sjukhem, som är Gotlands äldsta äldreboende och grundat av prinsessan Eugénie 1869. Eckerdal är enligt stadgarna ordförande i sjukhemmets styrelse.